# フリードリヒ・ルートヴィヒ・ツー・メクレンブルク
- フリードリヒ・ルードヴィヒ・ツー・メクレンブルク

フリードリヒ・ルートヴィヒ・ツー・メクレンブルク（ドイツ語: Friedrich Ludwig zu Mecklenburg, 1778年6月13日 - 1819年11月29日）は、メクレンブルク＝シュヴェリーン大公フリードリヒ・フランツ1世の長子。
父より先に亡くなったため、大公位を継承できなかった。1815年、メクレンブルク＝シュヴェリーンへ攻め込んだナポレオン軍に抵抗し、将軍として指揮を執った。

## 生涯
メクレンブルク公子であったフリードリヒ・フランツと、ザクセン＝ゴータ＝アルテンブルク公女ルイーゼの第一子として、ルートヴィヒスルストで生まれた。1785年、父の公位継承によって継承予定者となった。ウィーン会議でロシア皇帝アレクサンドル1世の同盟者となったために、メクレンブルク＝シュヴェリーンは大公国に昇格した。
わずか41歳で亡くなり、政治に関わることが少なかったために、フリードリヒ・ルートヴィヒの肖像画は非常に少なく、長い間忘れられていた。フリードリヒ・ルートヴィヒは1819年に亡くなり、かつてロシア正教会の礼拝堂であったエレナ・パヴロヴナ霊廟（ルートヴィヒスルスト）に埋葬されている。

## 家族
1799年10月、サンクトペテルブルクでロシア大公女エレナ・パヴロヴナと結婚した。1803年に急逝したエレナとの間には2子が生まれた。
- パウル・フリードリヒ（1800年 - 1842年） - メクレンブルク＝シュヴェリーン大公
- マリー（ドイツ語版）（1803年 - 1862年） - 1825年、ザクセン＝アルテンブルク公子ゲオルクと結婚

1808年、愛妾ルイーゼ・アーレンスとの間に庶子フリードリヒ・カール・プリュショウをもうけた。
1810年7月、ザクセン＝ヴァイマル＝アイゼナハ大公女カロリーネ・ルイーゼと結婚した。カロリーネ・ルイーゼとの間に3子をもうけた。
- アルベルト（1812年 - 1834年）
- ヘレーネ（1814年 - 1858年） - オルレアン公フェルディナン・フィリップと結婚
- マグヌス（1815年-1816年）

1816年にカロリーネ・ルイーゼと死別後、1818年4月にアウグステ・フォン・ヘッセン＝ホンブルクと結婚した。子供はいなかった。